# Genethliakon
Genethliakon (z gr. γενέθλιος genēthlios – 'urodzinowy, dotyczący narodzin', od gr. γενεά geneā – 'narodziny, przyjście, powstanie') – pieśń pochwalna z okazji narodzin dziecka lub z okazji rocznicy urodzin osoby zazwyczaj powszechnie znanej; pochodzący z okresu hellenistycznego antyczny gatunek liryki. 

Jest typowym przykładem poezji okolicznościowej: zdeterminowanej i związanej tematycznie z jakimś wydarzeniem z życia człowieka.
Z poezji greckiej został przeniesiony na grunt literatury rzymskiej i tam dalej rozwijany. Znane są genethliaka autorstwa Wergiliusza; rzymskiego poety Tibullusa na urodziny jego przyjaciół: Cornutusa i Sulpicji (Starszej); poezje Owidiusza z okazji urodzin żony oraz swych własnych; ponadto genethliaka Stacjusza (Silvae II,7; IV,7 i 8): upamiętniające m.in. urodziny poety Lukana oraz utwory Auzoniusza z IV wieku po Chrystusie. Podobne motywy możemy odnaleźć także w twórczości Persjusza i Marcjalisa.
Pewne znamiona genethliakonu mogą nosić teksty biblijne takie jak: kantyk Zachariasza wypowiedziany po narodzinach jego syna, Jana (Benedictus: Łk 1, 76-79); słowa anioła skierowane do pasterzy (Łk 2, 10-14), czy kantyk Symeona (Łk 2, 29-32).
Stanowiące treść genethliaków życzenia z okazji urodzin formułowane są w stylu ozdobnym, podniosłym, z użyciem wielu kunsztownych figur retorycznych i tropów. 

Motyw życzeń urodzinowych był często podejmowany w nowożytnej poezji nawiązującej do wzorów klasycznych (Adam Naruszewicz, Do Stanisława Augusta króla polskiego … w dzień urodzenia, 1771), szczególnie zaś w twórczości epideiktycznej (epideiktikós – 'popisowy, pokazowy') i panegirycznej – opartych na wzorach oratorskich.
Od czasów antycznych mowy urodzinowe nazywane były przez klasycznych retorów mianem logos genethliakos. Należały one do genus demonstrativum (rodzaju oceniającego, „demonstratywnego“) obejmującego wypowiedzi retoryczne zawierające pochwałę (laus) osób, rzeczy, problemów, wartości, a w tym przypadku wydarzeń. Rodzaj ten miał szczególne zastosowanie w popisowym oratorstwie okolicznościowy, które charakteryzował najczęściej styl średni oraz pokazowy, sztuczny wykład zwany epideiksis.
Genethliakon – pochwała narodzin dziecka w uroczystej, doniosłej formie, jaką znamy z przekazów starożytnych – jest obecnie gatunkiem wymarłym. 

Jako jego współczesne reminiscencje możemy uznać kartki gratulacyjne z okazji narodzin dziecka oraz piosenki, laurki i kartki urodzinowe.